# 청춘을 다 바쳐
"청춘을 다 바쳐"는 1969년 공개된 대한민국의 영화이다.

## 배역
- 신영균
- 윤정희
- 이순재